# Frejasgade
Frejasgade er en gade på Ydre Nørrebro i Mimersgadekvarteret. Frejasgade løber mellem Jagtvej og Thorsgade.
Gaden er opkaldt efter kærlighedens og frugtbarhedens gudinde i den nordiske mytologi. Freja er dog også opfattet som dødsgudinde og som kvindernes skytsgudinde, så hun bl.a. anråbes af fødende kvinder. 
Frejasgade er navngivet omkring 1901, og beboersammensætningen er i 2008 typisk for Nørrebro, hvilket vil sige et folkloremæssigt sammenrend af såvel unge som gamle, tilflyttere og oprindelige Nørrebroborgere, akademikere og håndværkere, selvstændige og lønmodtagere samt ikke mindst børnefamilier og singler. 
Frejasgade er mestendels præget af byggeri i røde mursten med pudset underetage – karakteristisk for brokvarterne. Dog er der temmelig iøjnefaldende undtagelser, som nr. 11-13, der kort efter årtusindskiftet fik frisket facaden op. Underetagen er nu beige, resten er Nybodergul med liséner og andet pynt i en rødlig farve. Med ganske få undtagelser er der kun beboelse på Frejasgade. 
Frejasgade er en ret stille gade med parkerede biler på begge sider, dybe kælderskakter og mange parkerede cykler på de delvis originale fortove. Man finder også rester af den gamle rendesten i Frejasgade, samt dele af den oprindelige brostensbelægning.

## Frejasgades historie
For 50 år siden fandt man bl.a. en rullefører, en skræddermester, en frugthandler, en repræsentant, et par montører, en tømrer Bentzen og en sæbemester Mertins i gaden (nr. 1).
For 100 år siden fandt man bl.a. en skomagermester, en slagtermester, en gymnastiklærer, en gravør Engberg og en malermester i gaden (nr. 1).